# Brüelberg
Der Brüelberg ist ein bewaldeter Hügel im Westen der Kernstadt von Winterthur im Schweizer Kanton Zürich.

## Geografie
Der Osthang gehört zum Quartier Brühlberg (Kreis Stadt), der Westhang zum Quartier Oberfeld (Kreis Wülflingen). Ein kleiner Teil im Süden gehört zum Quartier Schlosstal (Kreis Töss).

## Geschichte
Der Name geht etymologisch auf das mittelhochdeutsche Substantiv brüel «bewässerte, bebuschte Wiese; Aue» zurück. Dieses ist wiederum ein Lehnwort von mittellateinisch bro(g)ilus «umzäunte Weide, Tiergehege». Der Name wird zum ersten Mal in einer lateinischen Urkunde von 1259 erwähnt: agrum situm in monte, qui dicitur Bruel («den auf dem Berg, der Bruel heisst, gelegenen Acker»). In den weiteren mittelalterlichen und frühneuzeitlichen Quellen wird das Gebiet «Bruͤl» oder «Brül» geschrieben. Das Substantiv «Berg» wurde (wohl in Anlehnung an die anderen «Stadtberge» Eschenberg, Lindberg, Wolfensberg etc.) erst im 19. Jahrhundert hinzugefügt. Erstmals bezeugt ist das Kompositum «Brühlberg» 1895 im Topographischen Atlas der Schweiz von Hermann Siegfried. In der Regel wird heute «Brühlberg» mit hochdeutschem Monophthong für das Quartier und «Brüelberg» mit alemannischem Diphthong für das Gelände resp. den Hügel geschrieben. Diese Unterscheidung ist historisch aber nicht zwingend.
Die Hänge des Brüelbergs wurden schon früh als Rebflächen genutzt, die Siedlung im heutigen Wohnquartier Brühlberg wurde erst ab 1903 angelegt.

## Denkmal von Jakob Christoph Heer

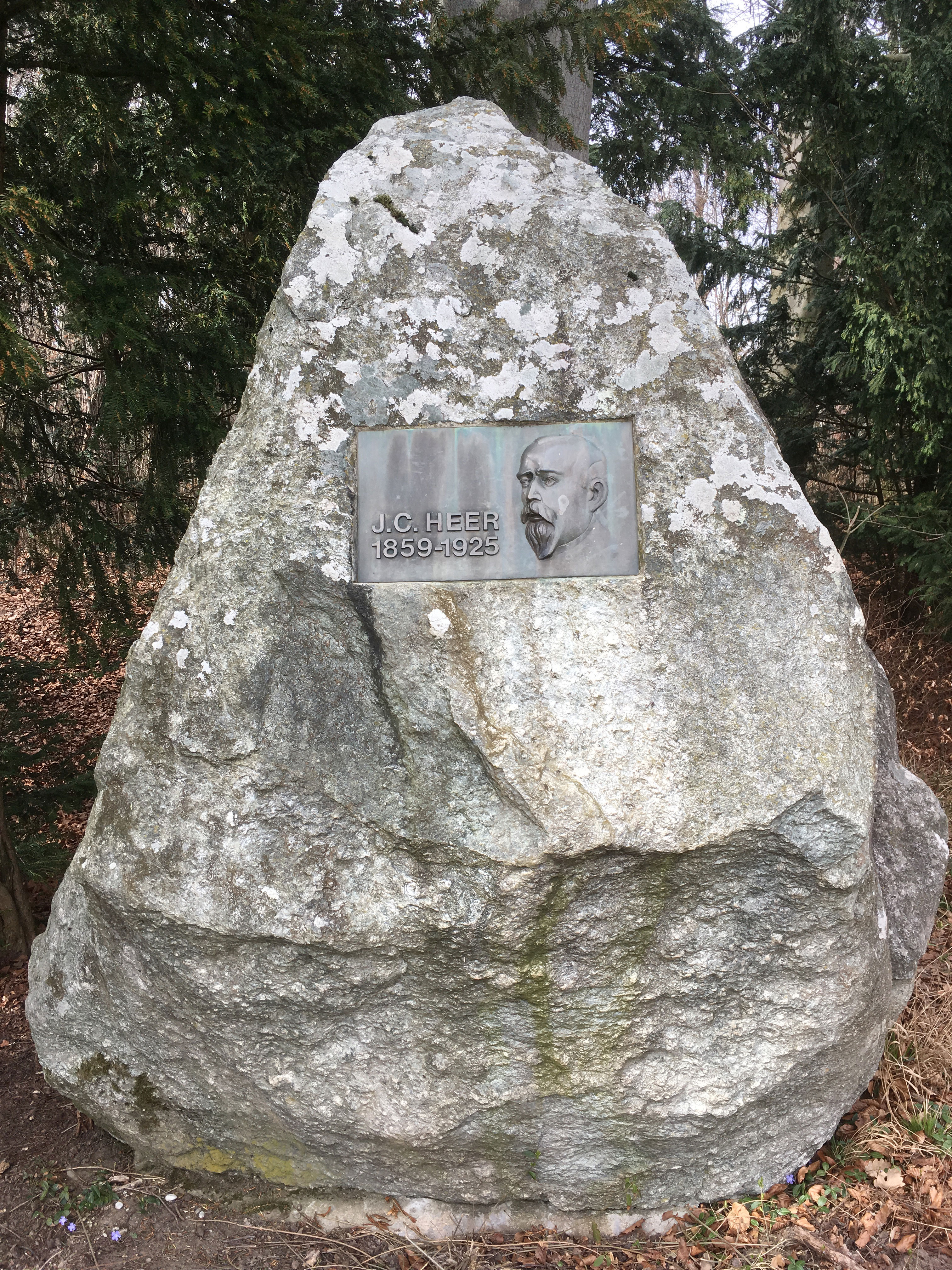
Der J. C. Heer-Gedenkstein auf dem Brüelberg

Am Südrand des Brüelbergwaldes ist die Asche des Winterthurer Schriftstellers Jakob Christoph Heer (1859–1925) bestattet. Der darüberliegende 14 Tonnen schwere Gedenkstein wurde von der Gemeinde Puschlav GR zum Dank für seinen Bestsellerroman Der König der Bernina (1900) gestiftet und ist auf sein Geburtshaus in Töss ausgerichtet. Der Transport des Steins hatte viel Aufhebens verursacht. Zunächst verweigerte die SBB die Übersendung der so schweren Fracht, vom Bahnhof Winterthur aus musste er schliesslich mit bis zu 24 Pferden an den heutigen Standort gezogen werden. Das Denkmal wurde im Sommer 1928 feierlich eingeweiht.

## Brühlbergturm
→ Hauptartikel: Brühlbergturm

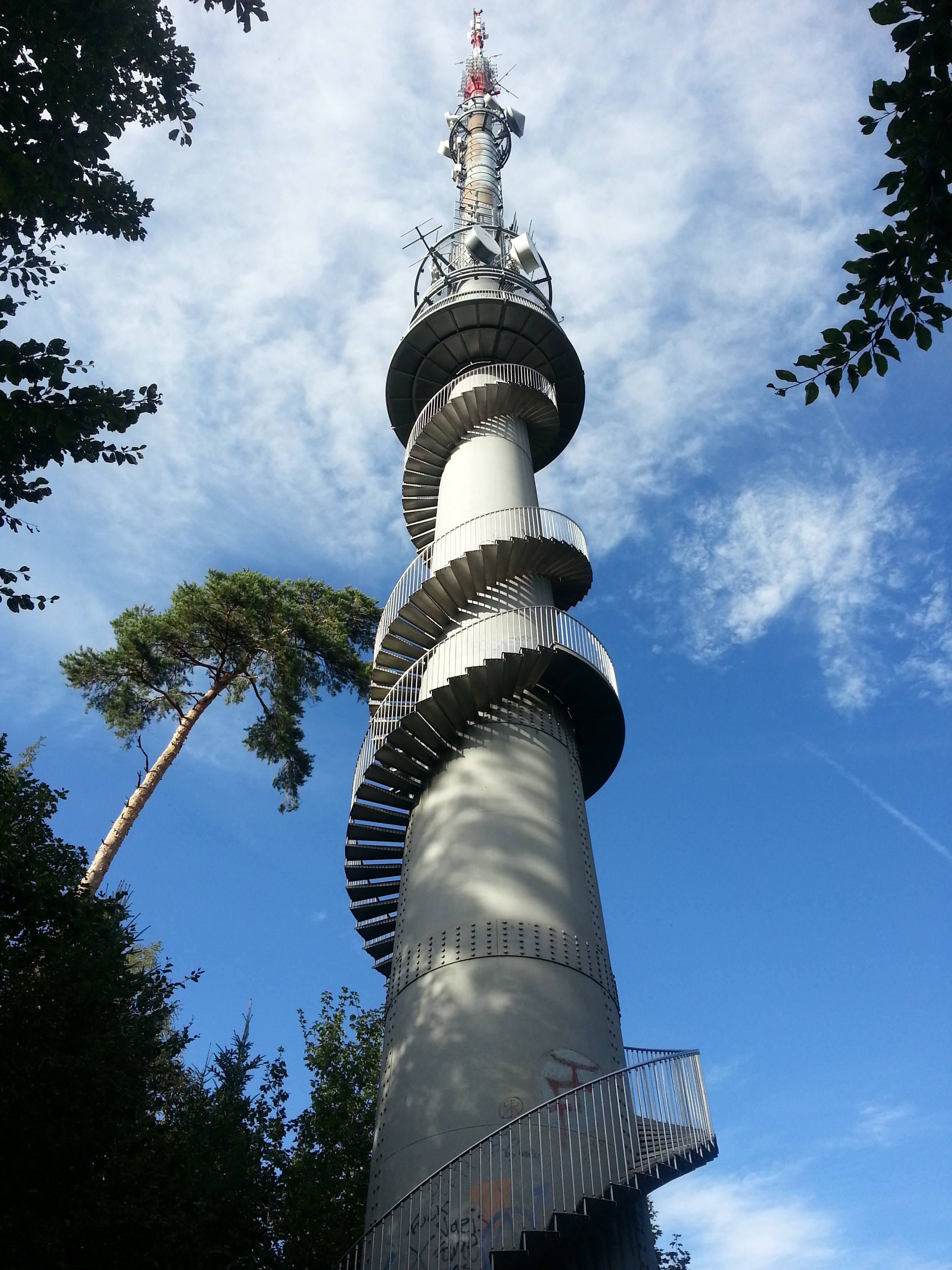
Der Brühlbergturm

Der 130 Meter hohe Brühlbergturm wurde 1994 als Rundfunksender auf dem Brüelberg errichtet. 1995 liess ihn die Firma Rieter anlässlich ihres 200-jährigen Jubiläums mit einer Aussichtsplattform auf 34 Metern Höhe versehen. Er ist der siebthöchste Sendeturm in der Schweiz und steht auf Rang 22 in der Liste der höchsten Bauwerke in der Schweiz. Im Kanton Zürich ist er nach dem Fernsehturm Uetliberg (187 Meter) bei Zürich das zweithöchste Bauwerk überhaupt, noch vor dem 4 Meter kleineren Prime Tower.